# Ain El Aouda
Ain El Aouda (en àrab عين العودة, ʿAyn al-ʿŪda; en amazic ⵄⵉⵏ ⵄⵡⴷⴰ) és un municipi de la prefectura de Skhirate-Témara, a la regió de Rabat-Salé-Kenitra, al Marroc. Segons el cens de 2014 tenia una població total de 49.816 persones. Està format pels barris de Hay Pam, Hay Aljadid, Sidi Larbi, Hay Doukkala, Hay Ennacer, Hay El Amal, Hay Ghizlane, Hay Ettadamoun i Ouled Zaers.
Es rumoreja que la ciutat és un centre de detenció dels serveis secrets marroquins, coneguts com a Direcció de Vigilància del Territori o DST (Direction de surveillance du Térritoire).